# Psapharochrus itatiayensis
Psapharochrus itatiayensis là một loài bọ cánh cứng trong họ Cerambycidae.